# Joseph Howard Hodges
Joseph Howard Hodges (* 8. Oktober 1911 in Harpers Ferry, West Virginia, Vereinigte Staaten; † 27. Januar 1985) war ein US-amerikanischer Geistlicher und römisch-katholischer Bischof von Wheeling.

## Leben
Joseph Howard Hodges empfing am 8. Dezember 1935 das Sakrament der Priesterweihe für das Bistum Richmond.
Am 8. August 1952 ernannte ihn Papst Pius XII. zum Titularbischof von Rusadus und zum Weihbischof in Richmond. Der Bischof von Richmond, Peter Leo Ireton, spendete ihm am 15. Oktober desselben Jahres die Bischofsweihe; Mitkonsekratoren waren der Bischof von Raleigh, Vincent Stanislaus Waters, und der der Bischof von Pittsburgh, John Francis Dearden.
Am 24. Mai 1961 ernannte ihn Papst Johannes XXIII. zum Koadjutorbischof von Wheeling. Mit dem Tod John Joseph Swints am 23. November 1962 folgte er ihm als Bischof von Wheeling nach.
Er nahm an allen vier Sitzungsperioden des Zweiten Vatikanischen Konzils als Konzilsvater teil.
Seine letzte Ruhestätte fand er in der Grabkapelle der Bischöfe von Wheeling auf dem Mt. Calvary Cemetery.